# Never Gonna Break My Faith
«Never Gonna Break My Faith» (с англ. — «Никогда не разрушу мою веру») — песня американской певицы Ареты Франклин, удостоенная премии «Грэмми» в категории Лучшее исполнение в стиле госпел и номинированная на Золотой глобус.
Релиз вместе с Мэри Джей Блайдж и хора Boys Choir of Harlem вышел в октябре 2006 году и звучит в кинофильме «Бобби» режиссёра Emilio Estevez, посвящённого покушению на сенатора Роберта Кеннеди.
19 июня 2020 года в день 155-летия окончания рабства в США впервые вышел релиз ранее не выходившей сольной версии Ареты Франклин.

## История
Песню написали канадский рок-музыкант Брайан Адамс, английский автор-исполнитель Элиот Кеннеди и Andrea Remanda. Продюсерами был дуэт The Underdogs, состоящий из Харви Мейсона и Damon Thomas.
Песня звучит во время финальных титров кинофильма «Бобби» режиссёра Эмилио Эстевес, посвящённого последним моментам жизни сенатора Роберта Кеннеди, убитого в 1968 году.
Арета исполнила песню вживую на мероприятии musicares 8 февраля 2008 года, когда она была удостоена звания «Человек года MusiCares» в 2008 году. Это единственная известная живая версия песни.
Премия Грэмми, полученная в 2008 году на 50-й церемонии в категории Лучшее исполнение в стиле госпел за эту песню стала для Ареты её 18-й и финальной по счёту (или 20-й с учётом двух почётных).
19 июня 2020 года в день 155-летия окончания рабства в США состоялся релиз с участием лейблов RCA Records, RCA Inspiration и Legacy Recordings ранее не выходившей сольной версии Ареты Франклин с видеоклипом на современные актуальные темы и кадрами о Джордже Флойде и движении Black Lives Matter.
Автор песни рок-музыкант Брайн Адамс, сочиняя эту песню не думал, что её будет исполнять именно Арета. Он задумывал нечто вроде гимна и «чтобы бы он мог выразить чувство веры, и что даже если вы что-то потеряли, всегда будет внутренний свет, чтобы направлять вас». Однако, потом Адамс сказал: «Когда песня была уже подготовлена, я сказал продюсерам, что петь её будет Арета — и она это сделала. Эта сольная версия годами лежала на моём компьютере (около 15 лет), и когда я услышал, что креативный директор Sony Music, давний продюсер и друг Ареты Клайв Дэвис снимает фильм о её жизни, я отправил ему эту версию. Мир ещё не слышал её полное выступление, и это действительно нужно было услышать. Я так рад, что его выпустили, миру это нужно прямо сейчас».

## Награды и номинации

### Grammy Awards
| Год  | Категория                        | Номинируемая работа                                                                                                  | Результат | Ссылки        |
| ---- | -------------------------------- | --- | --------- | ------------- |
| 2008 | Лучшее исполнение в стиле госпел | «Never Gonna Break My Faith» (вместе с Мэри Джей Блайдж) (поделили с The Clark Sisters и «Blessed & Highly Favored») | Победа    | [ 10 ] [ 11 ] |

### Critics' Choice Movie Awards
| Год  | Категория                               | Номинируемая работа          | Результат | Ссылки |
| ---- | --------------------------------------- | ---------------------------- | --------- | ------ |
| 2007 | Премия «Выбор критиков» за лучшую песню | «Never Gonna Break My Faith» | Номинация |        |

### Golden Globe Awards
| Год  | Категория                               | Номинируемая работа                        | Результат | Ссылки        |
| ---- | --------------------------------------- | ------------------------------------------ | --------- | ------------- |
| 2006 | Премия «Золотой глобус» за лучшую песню | «Never Gonna Break My Faith» (к/ф «Бобби») | Номинация | [ 12 ] [ 13 ] |

## Чарты
(вместе с Mary J. Blige с альбома Jewels in the Crown: All-Star Duets with the Queen)
| Чарт (2007)           | Высшая позиция |
| --------------------- | -------------- |
| Adult R&B Songs       | 24             |
| Hot R&B/Hip-Hop Songs | 103            |